# أسل داخلي
الأسَل الداخلي (باللاتينية: Juncus interior) هو نوع نباتي ينتمي إلى جنس الأسل من الفصيلة الأسلية.

## البيئة والانتشار
موطنه وسط الولايات المتحدة.